# José Manuel Allendesalazar Valdés
José Manuel Allendesalazar Valdés (Guernica y Luno, 3 de marzo de 1935) es un diplomático español.

## Carrera diplomática
José Manuel Allendesalazar ingresó en la carrera diplomática en 1965. 
Ha servido cuatro años en la Embajada en Washington, cinco años como Cónsul General en Nueva York.
Fue director general de Norteamérica en el Ministerio de Asuntos Exteriores y de Cooperación en Madrid. 
En 1984 fue enviado especial en los actos de Independencia del Sultanato de Brunéi.
Desde 1985 hasta 1990 ha sido  embajador en Estocolmo. 
En 1991 fue nombrado embajador de España en ante el gobierno de Albania con residencia en Belgrado
Es Caballero de la Orden de Carlos III y Gran Cruz de la Orden del Mérito Naval.

## publicaciones
- El 98 de los Americanos
- La relación diplomática de España y Estados Unidos de 1763 a 1895
- La diplomacia española y Maruecos
- OTAN y España

| Predecesor: Máximo Cajal                                              | Anexo:Embajadores de España en Suecia 23 de enero de 1985 - 1990                      | Sucesor: Enrique Viguera Rubio                                                                                               |
| Predecesor: agosto de 1924: Francisco Serrat y Bonastre Julián Ayesta | Embajador de España en Belgrado 1° de enero de 1991 - 18 de septiembre de 1992        | Sucesor: enero de 2005: José Riera Siquier 2008 a 2011: Ignacio de Palacio España 6 de septiembre de 2011: Arturo Laclaustra |
| Predecesor: Manuel de Travesedo y Silvela                             | Anexo:Embajadores de España en Albania 1° de enero de 1991 - 18 de septiembre de 1992 | Sucesor: Manuel Montobbio de Balanzó                                                                                         |